# Whirlwind

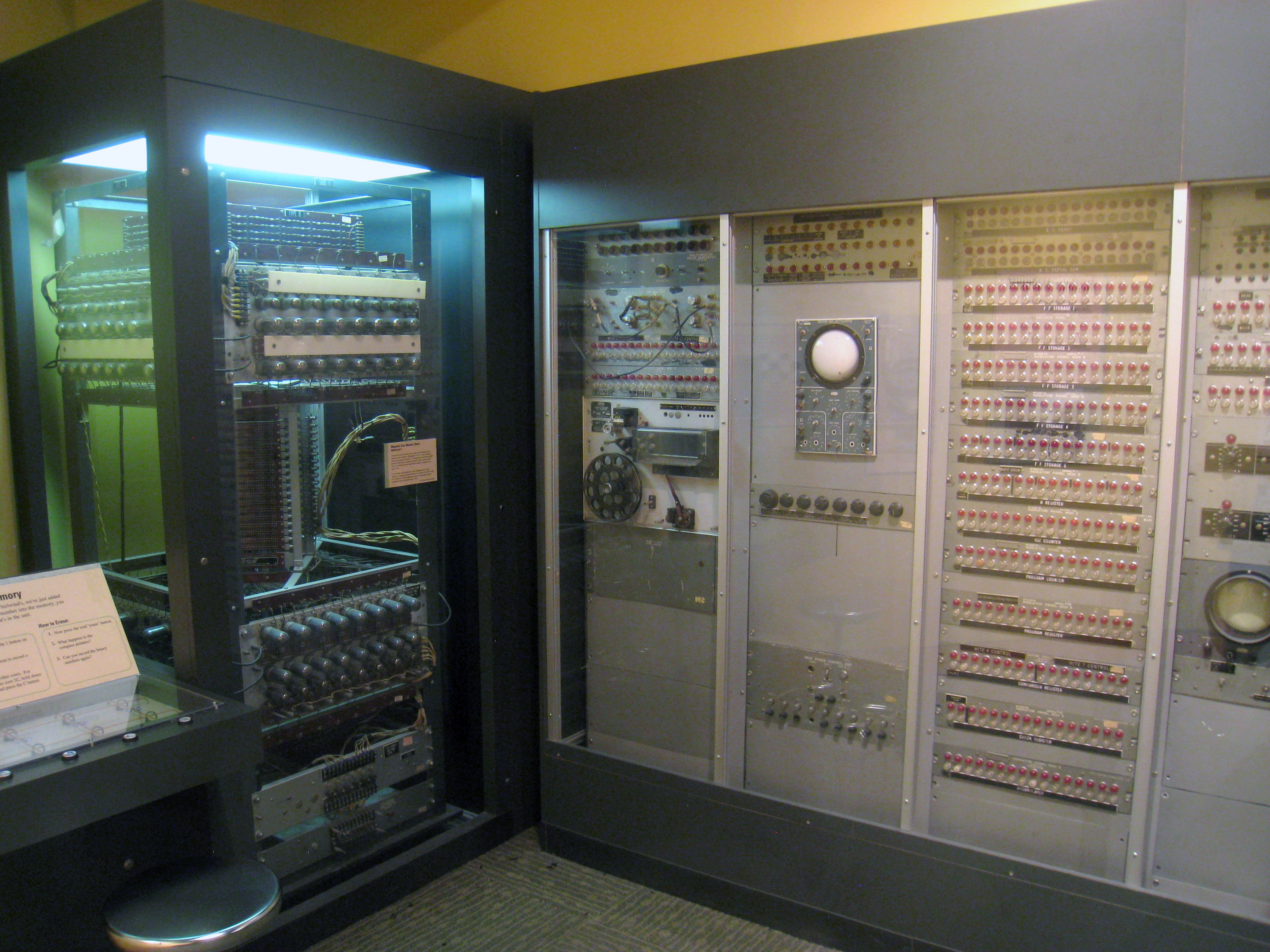
Elementos del computador Whirlwind

La computadora Whirlwind fue desarrollada en el Massachusetts Institute of Technology (MIT). Fue la primera en trabajar a tiempo real, utilizar video displays para salida, en definitiva, la primera en no ser un simple sustituto electrónico de la antigua maquinaria mecánica. Diseñada directamente para el SAGE (USA Air force’s Semi Automatic Ground Environment) e indirectamente para casi todo tipo de negocios y empresas. Se comenzó su diseñó en 1947, su construcción y puesta en marcha comenzó en 1948, pero se realizaron continuas modificaciones hasta 1951.

## Trasfondo histórico-técnico
Durante la Segunda Guerra Mundial, la marina de los Estados Unidos aprueba la posibilidad de crear una máquina capaz de simular un vuelo de entrenamiento de los escuadrones de bombarderos, por parte del MIT. Posteriormente, estudios por parte del MIT, revelan la posibilidad de la existencia de tal máquina. Ésta, termina por desarrollarse bajo el nombre de proyecto Whirlwind, y el laboratorio sitúa a Jay Forrester a la cabeza del proyecto. Pronto se construye una máquina analógica, completamente inflexible e imprecisa, y la solución conllevaba un enorme sistema, casi imposible de construirse.
En 1945, Perry Crawford, otro de los miembros del equipo MIT, vio una demostración de ENIAC sugirió que una computadora digital era la solución. Un tipo similar de máquina permitiría incrementar la precisión de la simulación con el añadido de más código en el programa, en contrapartida de añadir piezas a la máquina. Supuestamente se superarían las complejidades de la simulación con la velocidad planeada.
Tras la construcción de esta, se comenzó el desarrollo de una segunda versión, más rápida y potente. Pero los gastos sobrepasaron los fondos del MIT con rapidez. Se planeó entonces almacenar el desarrollo de las Whirlwind II, y continuar con el desarrollo de la versión anterior, ahora rebautizada como Whirlwind I y desarrollar aplicaciones para la misma.
- Datos: Q1413683
- Multimedia: Project Whirlwind / Q1413683